# Soberana 02
Soberana 02 ili Soberana 2, tehnički naziv FINLAI-FR-2, je vakcina protiv kovida 19 koju proizvodi Finlai Institute, kubanski epidemiološki istraživački institut. Vakcina je poznata kao PastoCovac (pers. pạstwḵwwḵ) u Iranu, gde je razvijena u saradnji sa Pasterovim institutom Irana.
To je konjugovana vakcina koja zahteva primenu dve doze, pri čemu se druga primenjuje 28 dana nakon prve injekcije. Treća (dopunska) doza Soberana Plus se takođe može dati nakon 56. dana. 
Vakcina je dobila dozvolu za hitnu upotrebu u Iranu juna 2021, a na Kubi avgusta 2021, gde je takođe odobrena za decu stariju od 2 godine.

## Naziv
Naziv vakcine Soberana potiče od španske reči koja znači „suveren“. Nasledila je prethodnu kandidatsku vakcinu pod nazivom SOBERANA-01 (FINLAI-FR-1).

## Spoljašnje veze
Mediji vezani za članak Soberana 02 na Vikimedijinoj ostavi

|  | Molimo Vas, obratite pažnju na važno upozorenje u vezi sa temama iz oblasti medicine (zdravlja). |